# Евстахий III
Евста́хий III (Эста́ш III; фр. Eustache III; 1050 или 1060, Герцогство Лотарингия — около 1125, Рюмийи) — граф Булони (c 1088 года), участник Первого крестового похода и старший брат первых двух королей Иерусалимского королевства Готфрида Бульонского и Балдуина I.

## Биография

### Правление
Евстахий III был старшим сыном графа Булони Евстахия II и Иды Верденской, дочери герцога Нижней Лотарингии Готфрида II. После смерти своего отца в 1088 году Евстахий унаследовал Булонское графство и обширные земли в Англии, прежде всего в Эссексе, а также в одиннадцати других английских графствах, выставлявшие в королевскую армию 120 вооружённых рыцарей.
В 1096 году Евстахий III отправился в крестовый поход в Палестину. Однако в отличие от своих младших братьев Готфрида Бульонского и Балдуина I, Евстахий не снискал военной славы и вскоре вернулся на родину, тогда как Готфрид основал в Святой земле Иерусалимское королевство.
Когда в 1118 году скончался младший брат Евстахия III Балдуин I, к нему должен был перейти престол Иерусалимского королевства. Первоначально граф не проявил интереса к перспективе воцарения в далекой Палестине, однако затем его удалось убедить и он направился в Святую землю. Однако в Апулии Евстахий узнал, что королём Иерусалима был избран Балдуин II де Бурк. Не имея прочной поддержки среди крестоносцев, Евстахий не решился начинать борьбу за престол и вернулся в Булонь.
В качестве графа Булонского Евстахий III продолжал политику своего отца и находился в тесном союзе с королями Англии. Около 1101 года он взял в жёны Марию Шотландскую, дочь шотландского короля Малькольма III и сестру супруги короля Англии Генриха I Боклерка. Дочь Евстахия и Марии Матильда Булонская в 1110-х годах была обручена с племянником Генриха I Стефаном Блуаским.
В 1125 году Евстахий III удалился в монастырь в Рюмийи, где вскоре и скончался. В качестве графини Булонской ему наследовала его единственная дочь Матильда.

### Брак и дети
Евстахий III был женат (1101/1102) на Марии Шотландской (ум. в 1116), дочери короля Шотландии Малькольма III и Маргариты Святой. Их единственный ребёнок:
- Матильда Булонская (1116—1151), графиня Булони (с 1125), замужем за королём Англии Стефаном Блуаским.